# كأس السوبر المصري 2006
كأس السوبر المصري 2006 هو النسخة السادسة من بطولة كأس السوبر المصري، وهي بطولة تقام سنويًا بين بطل الدوري المصري الممتاز وبطل كأس مصر في آخر موسم للبطولتين. كان من المفترض أن يكون طرفي البطولة هما الأهلي بطل الدوري والكأس والزمالك وصيف الدوري والكأس، لكن الاتحاد المصري لكرة القدم قرر معاقبة الزمالك لعدم تسلمهم ميداليات المركز الثاني بعد نهائي الكأس. فاز الأهلي (بطل الدوري) على إنبي (ثالث الدوري) بنتيجة 1-0، ليحصد الأهلي بذلك لقبه الثالث.

## المباراة
| الأهلي               | 1–0   | إنبي |
| -------------------- | ----- | ---- |
| محمد أبو تريكة 90+1' | تقرير |      |